# Стаценко, Игорь Демьянович
Игорь Демьянович Стаценко (2 октября 1918 — 20 октября 1987) — советский военнослужащий, генерал-майор ракетный войск стратегического назначения, участник Великой Отечественной войны. Председатель Государственной комиссии по проведению летных испытаний ракетного комплекса УР-100К. Почётный гражданин города Мончегорска (1986).

## Биография
Родился 2 октября 1918 года в городе Чернобыль Киевской области, Украина.
В 1936 году призван в РККА, 1939 году завершил обучение в Чкаловском зенитно-артиллерийском училище. В 1957 году окончил Военную артиллерийскую командную академию, а в 1961 году завершил обучение в Военной академии Генерального штаба ВС СССР. кандидат военных наук, с 1969 года доцент.
С июля 1942 по май 1945 годы участвовал в военных операциях Великой Отечественной войны. Воевал на Западном и Северном фронтах. После завершения обучения в Чкаловском училище проходид службу на различные военных должностях: командир взвода и батареи курсантов, помощник начальника штаба зенитно-артиллерийского полка, командир зенитно-артиллерийского дивизиона, офицер отдела зенитно-артиллерийских полигонов войск ПВО страны, начальник разведки зенитно-артиллерийской бригады, заместитель начальника штаба зенитно-артиллерийской бригады, командир зенитно-артиллерийского полка, заместитель командира зенитно-артиллерийской дивизии, начальник штаба, командир 61-й зенитно-артиллерийской дивизии.
В ракетных войсках стратегического назначения с июня 1961 года, был назначен первым командиром 43-й ракетной дивизии, которая дислоцировалась в городе Ромны, на Украине. На вооружении дивизии были ракеты средней дальности Р-12 и Р-14. В сентябре-октябре 1962 именно здесь была сформирована 51-я ракетная дивизия для передислокации на остров Куба в рамках операции «Анадырь».
В январе 1963 года генерал-майор Стаценко был назначен заместителем командира 5-го отдельного ракетного корпуса в городе Кирове, а в августе 1967 года — начальником Пермского высшего военного инженерного училища.
С ноября 1971 по январь 1976 годы работал в должности начальника 153-го Центра командно-измерительных комплексов искусственных спутников Земли и космических объекто.
После увольнения с военной службы трудился консультантом в Институте военной истории Министерства обороны СССР. Являлся председателем Государственной комиссии по проведению летных испытаний ракетного комплекса УР-100К.
Проживал в Москве. Умер 20 октября 1987 года. Похоронен на Кунцевском кладбище.

## Награды
- Орден Ленина,
- Орден Красного Знамени (дважды),
- Орден Отечественной войны I степени (дважды),
- Орден Трудового Красного Знамени
- Орден Красной Звезды,
- Медаль "За боевые заслуги"
- Медаль "За победу над Германией в Великой Отечественной войне 1941-1945 гг."
- Медаль "За оборону Советского Заполярья"
- Почётный гражданин города Мончегорска Мурманской области (1986)[7].

## Память
- 20 марта 2003 года средней общеобразовательной школе № 898 города Москвы было присвоено имя генерала Игоря Стаценко.